# Alcheringa
Alcheringa is een ondergeslacht van het geslacht van insecten Erioptera binnen de familie steltmuggen (Limoniidae).

## Soorten
- E. (Alcheringa) amabilis (Alexander, 1926)